# Мияги (стадион)
Стадион «Мияги» (яп. 宮城スタジアム Мияги Сутадзиаму) — легкоатлетический и футбольный стадион в посёлке Рифу (префектура Мияги, Япония). Построен в 2000 году и вмещает 49 133 зрителя. В 2002 году принял 3 матча чемпионата мира по футболу. Примет матчи футбольного турнира Олимпийских игр 2020 года.

## МатчиЧемпионата мира по футболу 2002
| Дата              | Время (UTC+9) | Команда #1 | Результат | Команда #2 | Раунд      | Количество зрителей |
| ----------------- | ------------- | ---------- | --------- | ---------- | ---------- | ------------------- |
| 9 июня 2002 года  | 15:30         | Мексика    | 2:1       | Эквадор    | Группа G   | 45,610              |
| 12 июня 2002 года | 15:30         | Швеция     | 1:1       | Аргентина  | Группа F   | 45,777              |
| 18 июня 2002 года | 15:30         | Япония     | 0:1       | Турция     | 1/8 финала | 45,666              |

## Прочие футбольные матчи

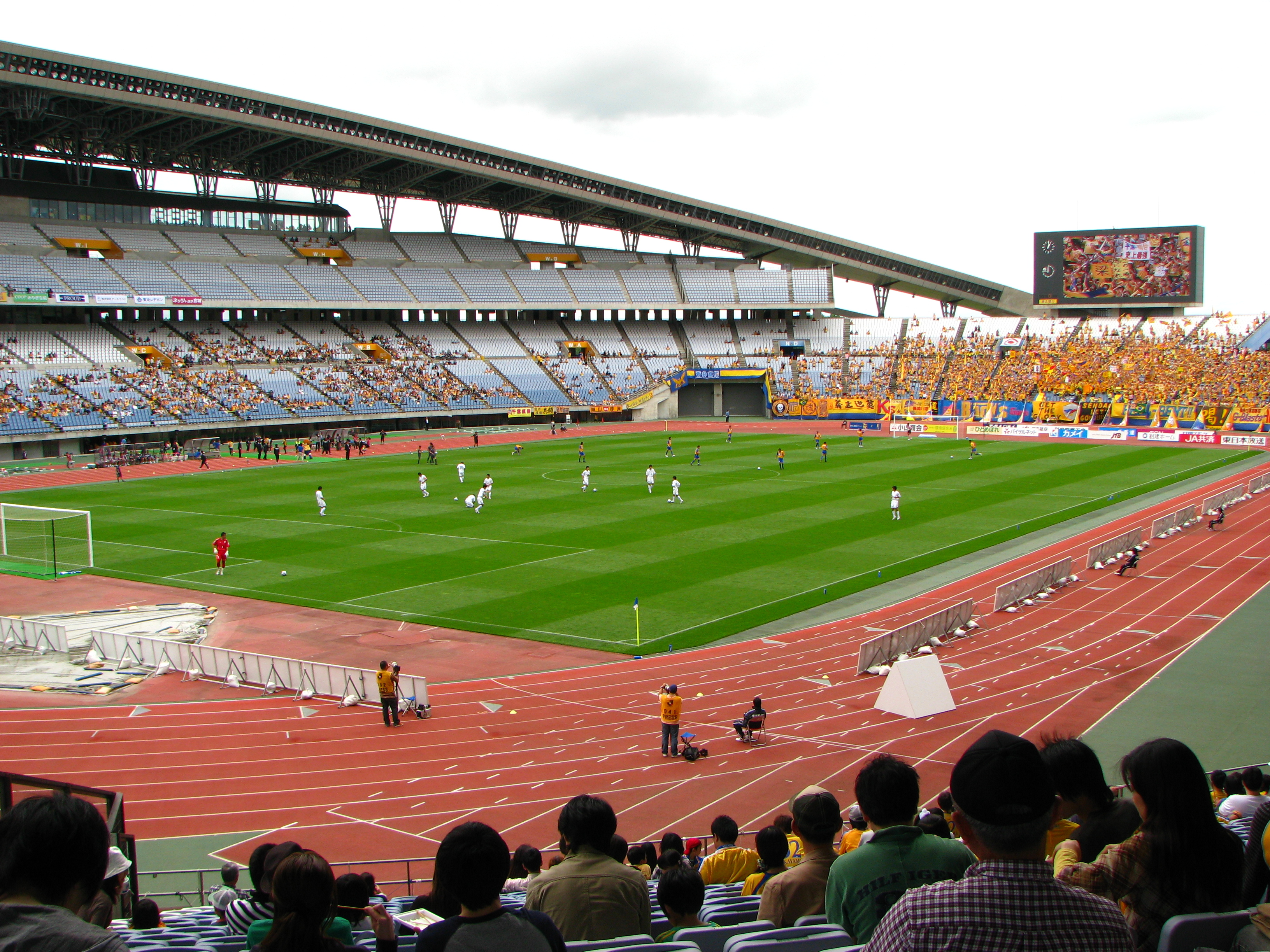
Футбольный матч на стадионе

Сборная Японии всего провела на стадионе Мияги 3 домашних матча, помимо матча с Турцией в рамках чемпионата мира.
| Дата            | Команда 1 | Счёт | Команда 2 |
| 11 июня 2000    | Япония    | 1:1  | Словакия  |
| 7 сентября 2005 | Япония    | 5:4  | Гондурас  |
| 14 августа 2013 | Япония    | 2:4  | Уругвай   |

Также на «Мияги» несколько домашних матчей провёл футбольный клуб «Вегалта Сэндай».